# Ignacewo (przystanek kolejowy)
Ignacewo – zlikwidowany wąskotorowy przystanek kolejowy w Ignacewie, w powiecie konińskim, w woj. wielkopolskim, w Polsce. Przystanek znajdował się przy drodze wojewódzkiej nr 263, na wschód od miejscowości, na 16 kilometrze linii Cegielnia – Sompolno. Torowisko zostało rozebrane lub jest nieprzejezdne.